# ام۵ (متروی استانبول)
ام۵ (ترکی استانبولی: M5 Üsküdar–Çekmeköy metro hattı) یکی از خطوط متروی استانبول است.
این خط که در سال ۲۰۱۷ تأسیس شده دارای ۱۶ ایستگاه و ۲۰ کیلومتر طول است.

## نگارخانه

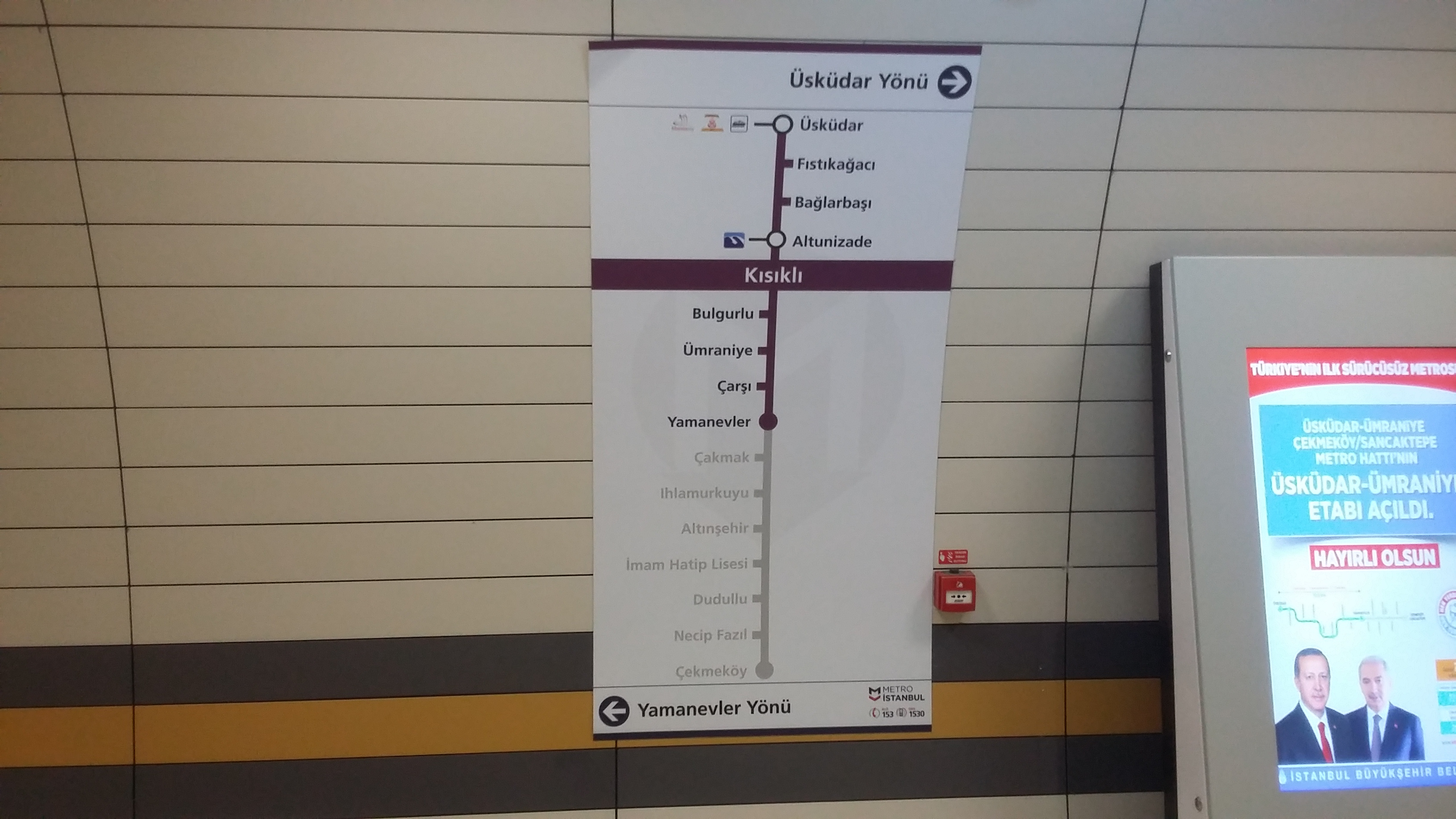
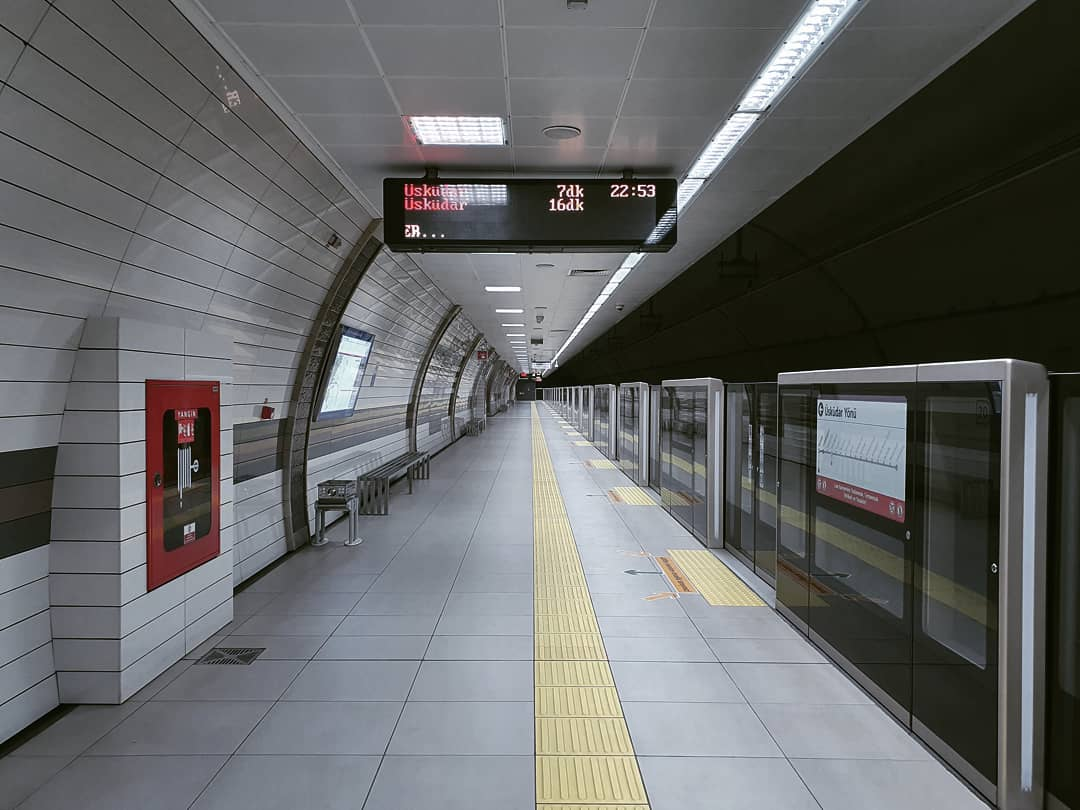
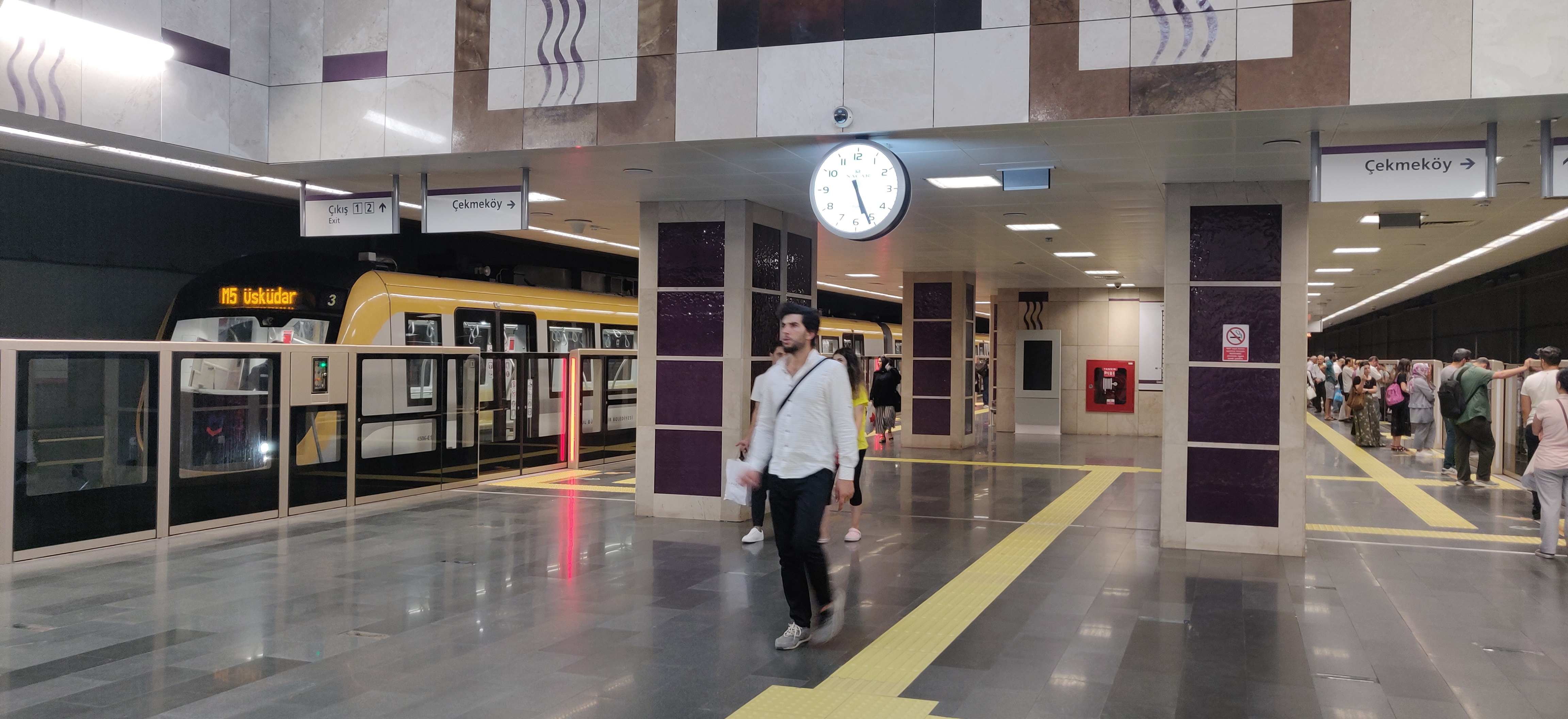

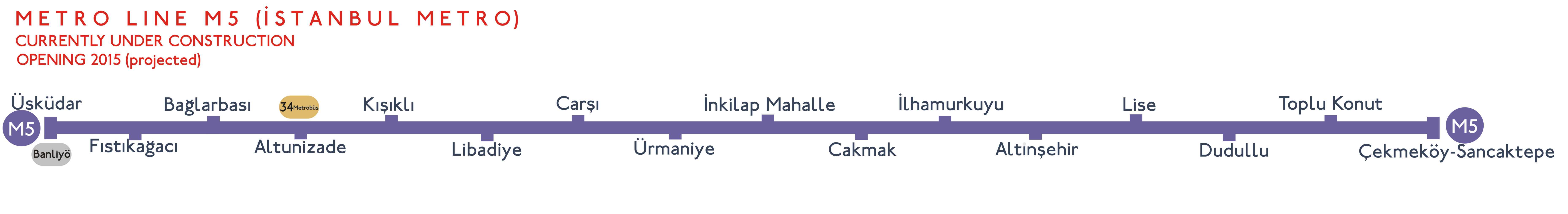
نقشه خط ام۵